# Euparkerella robusta
Euparkerella robusta is een kikker uit de familie Craugastoridae. De soort werd voor het eerst wetenschappelijk beschreven door Eugenio Izecksohn in 1988.
De soortaanduiding robusta betekent vrij vertaald 'robuust'.
Euparkerella robusta komt endemisch voor in Mimoso do Sul gelegen in] in de staat van Espírito Santo in Brazilië op een hoogte tot 70 meter boven het zeeniveau.